# Worstelen op de Olympische Zomerspelen 1904

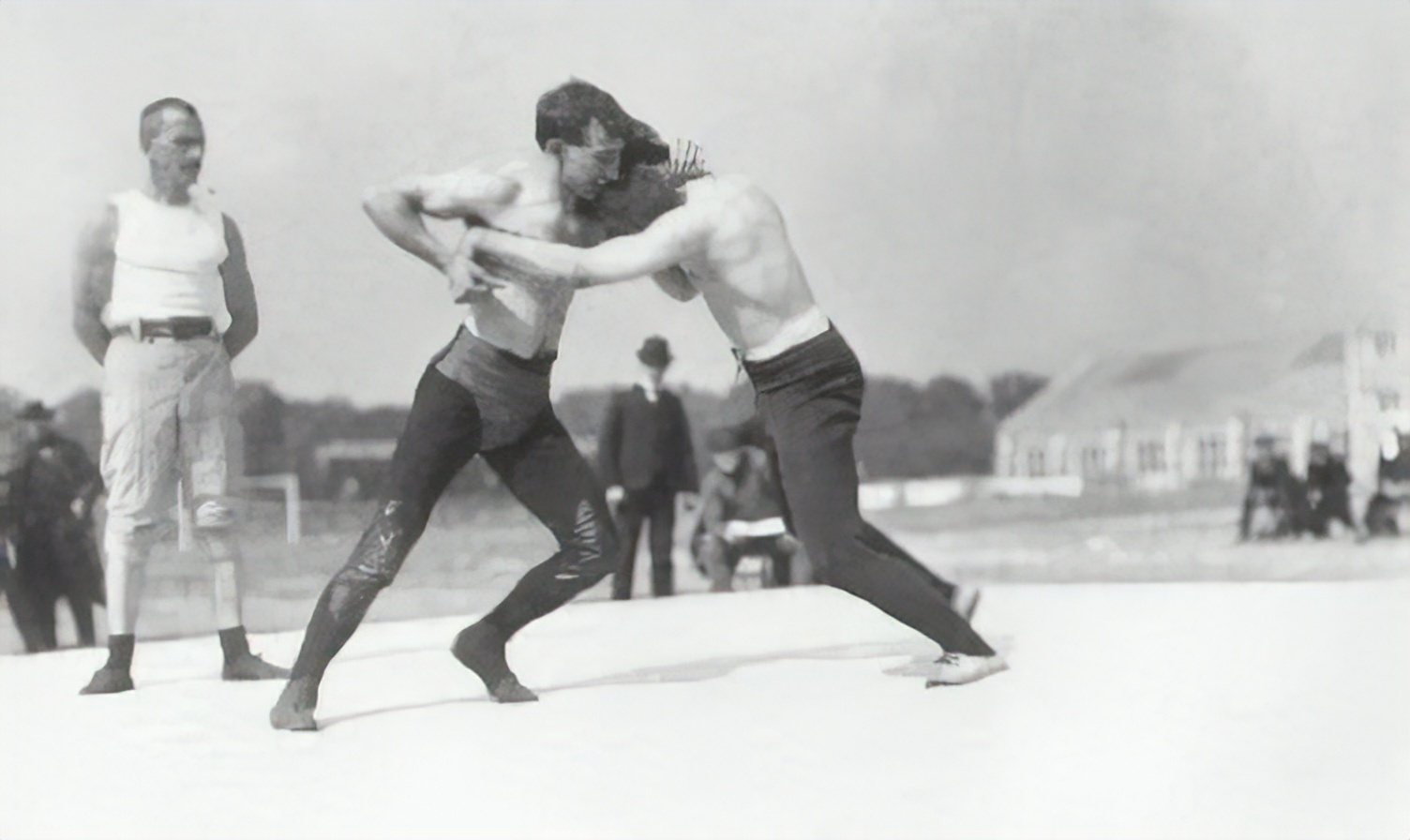
Worstelwedstrijd tijdens de Olympische Zomerspelen 1904

Worstelen is een van de sporten die beoefend werden tijdens de Olympische Zomerspelen 1904 in St. Louis.

## Heren

### Vrije stijl

#### licht vlieggewicht (tot 47.6 kg)
| rang   | sporter              | land |
| ------ | -------------------- | ---- |
| Goud   | Robert Curry         | USA  |
| Zilver | John Hein            | USA  |
| Brons  | Gustav Thiefenthaler | USA  |

#### vlieggewicht (tot 52.2 kg)
| rang   | sporter        | land |
| ------ | -------------- | ---- |
| Goud   | George Mehnert | USA  |
| Zilver | Gustave Bauer  | USA  |
| Brons  | William Nelson | USA  |

#### bantamgewicht (tot 57.6 kg)
| rang   | sporter        | land |
| ------ | -------------- | ---- |
| Goud   | Isidor Niflot  | USA  |
| Zilver | August Wester  | USA  |
| Brons  | Zenon Strebler | USA  |

#### vedergewicht (tot 61.2 kg)
| rang   | sporter           | land |
| ------ | ----------------- | ---- |
| Goud   | Benjamin Bradshaw | USA  |
| Zilver | Theodore McLear   | USA  |
| Brons  | Charles Clapper   | USA  |

#### lichtgewicht (tot 65.8 kg)
| rang   | sporter        | land |
| ------ | -------------- | ---- |
| Goud   | Otto Roehm     | USA  |
| Zilver | Rudolph Tesing | USA  |
| Brons  | Albert Zirkel  | USA  |

#### weltergewicht (tot 71.7 kg)
| rang   | sporter          | land |
| ------ | ---------------- | ---- |
| Goud   | Charles Ericksen | USA  |
| Zilver | William Beckmann | USA  |
| Brons  | Jerry Winholtz   | USA  |

#### zwaargewicht (boven 71.7 kg)
| rang   | sporter         | land |
| ------ | --------------- | ---- |
| Goud   | Bernhuff Hansen | USA  |
| Zilver | Frank Kungler   | USA  |
| Brons  | Fred Warmboldt  | USA  |

## Medaillespiegel
| rang   | land             | goud | zilver | brons | totaal |
| ------ | ---------------- | ---- | ------ | ----- | ------ |
| 1      | Verenigde Staten | 7    | 7      | 7     | 21     |
| totaal | totaal           | 7    | 7      | 7     | 21     |